# Analu Dada
Ana Lucia Dada Madriz (2003), es una cantante salvadoreña de pop y pop urbano conocida artísticamente como Analu Dada.

## Biografía
Analu Dada comenzó su carrera musical en 2019, interpretando covers de artistas como Sebastián Yatra, Ricky Martin, Camilo, María Becerra y Reik. Fue finalista del programa "Cover Me Show" de Universal Music, donde recibió elogios de artistas como Aitana.

Su primer sencillo original, "Tu Boquita", fue lanzado en 2021, alcanzando el número dos en las 50 canciones más virales de El Salvador y siendo número uno en Local Pulse por 10 semanas consecutivas en Spotify. Este tema también fue nominado como Canción del Año en los Premios Música 503.
En 2021, fue seleccionada por Teletón El Salvador para interpretar "Actitud", el himno de la edición de ese año.
En 2023, lanzó su primera colaboración titulada "Salvavidas" junto al cantante colombiano Jota E, la cual generó contenido viral en TikTok.
En febrero de 2024, su canción "Segundo Primer Amor", lanzada como una propuesta romántica para el Día de San Valentín, logró posicionarse en el tercer lugar de tendencias musicales a nivel mundial en YouTube, destacándose entre producciones internacionales y evidenciando su proyección más allá de las fronteras salvadoreñas.
Ese mismo año, tuvo el honor de interpretar el Himno Nacional de El Salvador durante el partido conmemorativo del Inter de Miami vs. Selección de fútbol de El Salvador realizado en el Estadio Cuscatlán, en el que participó Lionel Messi, llevando su voz a uno de los escenarios deportivos más mediáticos del del país.
También en 2024, realizó una gira acústica por distintas ciudades de El Salvador, la cual fue aplaudida tanto por su cercanía con el público como por la calidad vocal e intimidad de sus presentaciones, reafirmando su versatilidad como artista.
En diciembre de 2024, presentó su concierto "Sueños de Luna" en la Plaza de los Artistas del Museo de Arte de El Salvador.
En 2025, participó en el programa "Detrás de los reflectores", donde habló sobre su infancia, sus inicios en la música y su carrera actual.

## Discografía
EP's
- 2022: Laberinto
- 2024: Sueños de Luna

## Premios
| Año  | Premio             | Galardón                          | Nominación              | Resultado | Ref.          |
| ---- | ------------------ | --------------------------------- | ----------------------- | --------- | ------------- |
| 2025 | Premios Música 503 | Artista Femenina del Año          | Analu Dada              | Ganador   | [ 10 ]        |
| 2025 | Premios Música 503 | EP del Año                        | Sueños de Luna EP       | Ganador   | [ 10 ]        |
| 2025 | Premios Música 503 | Mejor Canción Pop Urbano          | «Quiero Saber»          | Ganador   | [ 10 ]        |
| 2025 | Premios Música 503 | Mejor Canción Pop                 | «Ella No Soy Yo»        | Nominado  | [ 10 ]        |
| 2025 | Premios Música 503 | Mejor Canción Pop                 | «Game Over»             | Nominado  | [ 10 ]        |
| 2025 | Premios Música 503 | Ingeniería de Sencillo            | «Mundo Paralelo»        | Nominado  | [ 10 ]        |
| 2025 | Premios Música 503 | EP Centroamericano del Año        | Sueños de Luna EP       | Nominado  | [ 10 ]        |
| 2025 | Premios Música 503 | Grabación del Año                 | «Mundo Paralelo»        | Nominado  | [ 10 ]        |
| 2025 | Premios Música 503 | Arreglo del Año                   | «Game Over»             | Nominado  | [ 10 ]        |
| 2025 | Premios Música 503 | Artista Centroamericano del Año   | Analu Dada              | Nominado  | [ 10 ]        |
| 2024 | Premios Música 503 | Canción del Año                   | «Salvavidas» ft. Jota E | Ganador   | [ 11 ] [ 12 ] |
| 2024 | Premios Música 503 | EP del Año                        | Laberinto EP            | Ganador   | [ 11 ] [ 12 ] |
| 2024 | Premios Música 503 | Grabación del Año                 | «Laberinto»             | Ganador   | [ 11 ] [ 12 ] |
| 2024 | Premios Música 503 | Videoclip del Año                 | «Me Quise Más»          | Ganador   | [ 11 ] [ 12 ] |
| 2024 | Premios Música 503 | Videoclip Centroamericano del Año | «Historia de Amor»      | Ganador   | [ 11 ] [ 12 ] |
| 2024 | Premios Música 503 | Artista Centroamericano del Año   | Analu Dada              | Ganador   | [ 11 ] [ 12 ] |
| 2024 | Premios Música 503 | Artista Femenina del Año          | Analu Dada              | Ganador   | [ 11 ] [ 12 ] |
| 2024 | Premios Música 503 | Video Centroamericano             | «Historia de Amor»      | Nominado  | [ 11 ] [ 12 ] |
| 2024 | Premios Música 503 | Mejor Canción Pop                 | «Inesperado»            | Nominado  | [ 11 ] [ 12 ] |
| 2024 | Premios Música 503 | EP Centroamericano del Año        | Laberinto EP            | Nominado  | [ 11 ] [ 12 ] |
| 2024 | Premios Música 503 | Mejor Colaboración                | «Salvavidas» ft. Jota E | Nominado  | [ 11 ] [ 12 ] |
| 2024 | Premios Música 503 | Mejor Canción Balada              | «A Quién Engaño»        | Nominado  | [ 11 ] [ 12 ] |
| 2024 | Premios Música 503 | Mejor Canción Balada              | «Como Te Va»            | Nominado  | [ 11 ] [ 12 ] |
| 2024 | Premios Música 503 | Canción del Año                   | «A Quién Engaño»        | Nominado  | [ 11 ] [ 12 ] |
| 2023 | Premios Música 503 | Artista Femenina del Año          | Analu Dada              | Ganador   |               |
| 2023 | Premios Música 503 | Grabación del Año                 | «Como Yo Te Quiero»     | Ganador   |               |
| 2022 | Premios Música 503 | Canción del Año                   | «Tu Boquita»            | Ganador   |               |
| 2022 | Premios Música 503 | Artista Revelación                | Analu Dada              | Ganador   |               |